# 神山町 (澀谷區)
神山町（日语：／ Kamiyamachō */?）是東京都澀谷區的一個町。2013年9月30日為止的人口有2,345人。

## 地理
位於東京都澀谷区南西部。町域内西部一帶是山手通（東京都道317号環状六号線），與富谷二丁目相接。北部與富谷一丁目相接。東部是井頭通，與澀谷区神南相接。東南部是澀谷区宇田川町。南部是澀谷区松濤。西南端是目黑區駒場。此處是吉田茂、麻生太郎的居住地。有大使館。

## 設施
- 新西蘭大使館
- 蒙古大使館
- 民主青年会館（日本民主青年同盟）
- 拉脫維亞大使館
- 約旦大使館